# Menander Protektor
Menander (Protektor; † nach 582) war ein spätantiker bzw. frühbyzantinischer griechischer Geschichtsschreiber in der Zeit des oströmischen Kaisers Maurikios.

## Leben und Werk
Menanders Beiname lässt darauf schließen, dass er der kaiserlichen Garde, den protectores domestici, angehört hat. Vielleicht erlangte er diesen sehr gut dotierten Posten, der damals kaum noch wirkliche Pflichten beinhaltete, als Belohnung für die Abfassung seines Geschichtswerkes. Wahrscheinlicher ist, dass Menander bereits zuvor Karriere am Hof gemacht hatte. Ansonsten besitzen wir praktisch keine Kenntnis über sein Leben, wissen aber, dass er offenbar auch als Dichter tätig war (ein Epigramm ist überliefert), Rechtswissenschaften studiert und eine klassische Ausbildung genossen hatte. Menander, der ohne Zweifel Christ war, soll einen Teil seiner Jugend recht unbeherrscht verlebt haben; er genoss das Leben in der Großstadt Konstantinopel, doch mäßigte er sich schließlich, vielleicht auch aufgrund der Ausbildung, die ihm zuteilwurde. Er gehörte eindeutig zur gebildeten zivilen Elite des Oströmischen Reiches.
In der Zeit des Kaisers Maurikios (582 bis 602) verfasste Menander in altgriechischer Sprache sein Geschichtswerk, das an die Historien des Agathias anschloss und mindestens die Jahre 558 bis 582 behandelte. Prinzipiell ist möglich, dass Menanders Werk noch weiter reichte, als dies die Fragmente vermuten lassen, allerdings war es in der spätantiken Geschichtsschreibung eher unüblich, die Herrschaft des amtierenden Kaisers zu behandeln. Maurikios selbst soll die Abfassung von Menanders Historien gefördert haben. Der genaue Titel ist nicht überliefert; ebenso ist unbekannt, in wie viele Bücher das Werk eingeteilt war (vermutet werden zwischen acht und zehn Bücher). Dass ein Würdenträger und Dichter sich auch mit historischen Gegebenheiten auseinandersetzte, war in der Spätantike nicht ungewöhnlich, wie das Beispiel des Olympiodoros von Theben, des Priskos oder des Agathias beweist. Von Menanders Werk sind jedoch nur Fragmente in der Suda, den Excerpta de sententiis sowie vor allem in den Excerpta de legationibus erhalten geblieben; die Excerpta waren Teil eines umfangreichen enzyklopädischen Werks bestehend aus Exzerpten antiker griechischer Geschichtswerke, das in der Regierungszeit Kaiser Konstantins VII. angefertigt wurde. Die Fragmente in der Suda sind allerdings als weniger zuverlässig einzuschätzen. Die (immerhin teils recht umfangreichen) Fragmente aus dem Geschichtswerk des Menander sind zum Teil von großem Wert. So überliefert Menander den Friedensvertrag, den Kaiser Justinian, den Menander insgesamt positiv darstellte, mit dem Sassanidenkönig Chosrau I. im Jahr 562 schloss. Dabei zitiert Menander diesen Vertrag offenbar im Wortlaut.
Überhaupt bietet er sehr wichtige Informationen über die oströmische Diplomatie um das Jahr 570. Ebenso wichtig sind seine Ausführungen zu den Kontakten Ostroms zu den Kök-Türken. Eine Delegation unter Führung des einflussreichen Maniakh reiste 568 von Sogdien nach Konstantinopel, um im Namen des Türkenherrschers Sizabulos, der mit den Persern verfeindet war, Kontakte herzustellen. Im August 569 reiste der römische General Zemarchos dann selbst nach Sogdien und schloss ein Bündnis mit den Türken. Dieses bestand aber nur für wenige Jahre (siehe auch Turxanthos).
Bei der Abfassung seines Werks scheint sich Menander weniger auf persönliche Erfahrungen berufen zu haben als etwa die Geschichtsschreiber Olympiodoros, Priskos oder Prokop, die ebenfalls viele diplomatische Details zu bieten hatten. Vielmehr verließ sich Menander wohl auf die Archive. So folgte er bei den Verhandlungen mit Persien dem Werk des Petros Patrikios; vielleicht nutzte er auch das Werk des Theophanes von Byzanz, doch ist dies umstritten. An anderen Stellen werden „Barbaren“ von Menander rein nach topischen Mustern dargestellt und nicht nach eigenen Kenntnissen. Insgesamt steht Menanders auf Altgriechisch verfasstes Werk noch sehr stark in klassizistischer Tradition. Die Darstellung der Ereignisse scheint sich den Fragmenten folgend auf den Osten konzentriert zu haben, doch ist es nicht unmöglich, dass bei der späteren Auswahl aus Menanders Werk selektiv vorgegangen wurde und er durchaus auch den Westen berücksichtigt hat. Stilistisch scheint er bisweilen dem Inhalt den Vorzug vor der Form gegeben zu haben, was die Wiedergabe des kompletten Vertragstextes mit Persien belegt.
Menanders Werk wurde um 630 von Theophylaktos Simokates fortgesetzt, dem letzten in klassischer Tradition stehenden antiken Geschichtsschreiber.

## Editionen/Übersetzungen
- Eintrag in Clavis Historicorum Antiquitatis Posterioris (CHAP).

- Roger C. Blockley: The History of Menander the Guardsman. Liverpool 1985 (mit neuer Zählung der Fragmente).
- Ernst Doblhofer: Byzantinische Diplomaten und östliche Barbaren: aus den Excerpta de legationibus des Konstantinos Porphyrogennetos ausgewählte Abschnitte des Priskos und Menander Protektor (Byzantinische Geschichtsschreiber 4). Graz 1955 (beinhaltet nur die Fragmente aus den Excerpta de legationibus).